# Itsy Bitsy Spider
 Der er for få eller ingen kildehenvisninger i denne artikel, hvilket er et problem. Du kan hjælpe ved at angive troværdige kilder til de påstande, som fremføres i artiklen.

"Itsy Bitsy Spider" (eller "Itzy Bitzy Spider") var debutsinglen fra den danske dance-popgruppe Aqua under deres oprindelige navn Joyspeed.
Sangen er den engelske udgave af børnesangen Lille Peter Edderkop, der er blevet remixet af Aqua til en techno-inspireret sang.
Singlen, der blev udgivet i 1995, blev et mindre hit i Sverige, men nåede dog kun op på en 54. plads i hitlisterne. Sangen blev også udgivet i Danmark og Tyskland, selvom den ikke gik ind på hitlisterne. Det var den eneste Aquaudgivelse med den oprindelige manager Michael Brinkenstjärna, der senere, med succes, sagsøgte bandet for brud på royaltyaftaler relateret til denne og senere udgivelser.
Singlen er nu en sjælden samlergenstand, og der findes mindre end 1000 kopier.[kilde mangler]

## Numre
1. "Itzy Bitsy Spider" (Original Reggae Version) [03:26]
2. "Itzy Bitsy Spider" (Hard Radio Spider) [03:47]
3. "Itzy Bitsy Spider" (Extended Joy Mix) [04:31]
4. "Itzy Bitsy Spider" (K. Boff World Mix) [04:43]
5. "Itzy Bitsy Spider" (Bonus Spider) [00:38]

## Hitlister
| Chart (1995)      | Position |
| ----------------- | -------- |
| Sverigetopplistan | 54       |